# Zănoaga (okręg Aluta)
Zănoaga – wieś w Rumunii, w okręgu Aluta, w gminie Dăneasa. W 2011 roku liczyła 449 mieszkańców.